# Cahiers Agricultures
Cahiers Agricultures est une revue scientifique, principalement francophone, sur les agricultures du monde, leur fonctionnement, leur évolution et leur place dans les sociétés. Elle s’adresse à tous ceux – chercheurs, agents de terrain, enseignants – qu’intéresse une réflexion d’ensemble sur le monde agricole et son avenir.

## Histoire
La revue a été créée en 1992 en partenariat avec plusieurs organismes scientifiques Cirad, Inra, Ird et l'Agence Universitaire de la Francophonie (AUF).
Depuis 2016, les Cahiers Agricultures sont publiés en libre accès.

## Description
La revue Cahiers Agricultures est éditée par EDP Sciences, en partenariat avec plusieurs organismes scientifiques : le Cirad et l'IRD.
La revue est publiée sous forme électronique et les articles sont consultables et téléchargeables en libre accès depuis le volume 1 sur son site officiel. Elle publie des travaux pluridisciplinaires de recherche, des synthèses et des réflexions sur les agricultures du monde, leurs évolutions et leur place dans des sociétés de plus en plus urbanisées :
- les bases biologiques, économiques et sociales de la production agricole ;
- l'analyse des pratiques paysannes et de leur impact sur l'environnement ;
- les systèmes agroalimentaires, la sûreté et la sécurité alimentaire ;
- la gestion des ressources et des territoires ruraux ;
- les systèmes d'innovation en agriculture.

Les articles soumis spontanément par les auteurs sont publiés au fur et à mesure de leur acceptation définitive. Des numéros spéciaux sont organisés autour d'un thème (scientifique ou sociétal) et constitués d’articles suscités par le comité de rédaction. Parmi les thèmes traités ces dernières années, on peut citer pour illustrer leur diversité : le commerce équitable, l'accaparement foncier, la pisciculture, les mycotoxines, le café, les systèmes agroalimentaires localisés, la transformation des systèmes d'élevage, le conseil en agriculture, les rizicultures du monde, le développement territorial, les systèmes d'information de marché, l'agriculture de conservation, les jeunes ruraux au Maghreb, les oasis en Afrique du Nord, l'agriculture biologique en Afrique.
La revue participe à l'initiative « Agora » de la FAO qui aide les institutions de recherche et d'enseignement des PED et leurs chercheurs à accéder gratuitement à la littérature scientifique internationale.

## Financement
L'accès est gratuit grâce au soutien financier de plusieurs institutions de recherche (Cirad, IRD). Un financement peut être demandé pour les numéros      thématiques.

## Distribution
Le facteur d'impact JCR de ce journal est de 0,9 en 2022. Le facteur d'impact à cinq ans est de 1,1[réf. nécessaire].